# Деревня разъезда Гайны
Деревня разъезда Гайны (баш. Гәйнә разъезы) находится в Аксёновском сельсовете Альшеевского района Республики Башкортостан России.

## История
Статус деревня посёлок приобрёл согласно Закону Республики Башкортостан от 20 июля 2005 года N 211-з «О внесении изменений в административно-территориальное устройство Республики Башкортостан в связи с образованием, объединением, упразднением и изменением статуса населенных пунктов, переносом административных центров», ст.1

6. Изменить статус следующих населенных пунктов, установив тип поселения — деревня:

…

2) в Альшеевском районе:

щ) поселка разъезда Гайны Аксеновского сельсовета

## Население
| 2002 | 2009 | 2010 |
| ---- | ---- | ---- |
| 11   | ↘2   | ↘0   |

## Географическое положение
Расстояние до:
- районного центра (Раевский): 42 км,
- центра сельсовета (Аксеново): 12 км,
- ближайшей железнодорожной станции (Аксеново): 12 км.